# 正交补
在线性代数和泛函分析的数学领域中，内积空间 V 的子空间 W 的正交补（英語：orthogonal complement） {\displaystyle W^{\bot }} 是正交于 W 中所有向量的所有 V 中向量的集合，也就是
{\displaystyle W^{\bot }=\left\{\,x\in V:\forall y\in W,\langle x,y\rangle =0\,\right\}.\,}
正交补总是闭合在度量拓扑下。在希尔伯特空间中，W 的正交补的正交补是 W 的闭包，就是说
{\displaystyle W^{\bot \,\bot }={\overline {W}}.\,}
如果 A 是 {\displaystyle m\times n} 矩阵，而 {\displaystyle {\mbox{Row }}A}, {\displaystyle {\mbox{Col }}A} 和 {\displaystyle {\mbox{Nul }}A} 分别指称列空间、行空间和零空间，则有
{\displaystyle (\mathrm {Row} \,A)^{\bot }=\mathrm {Nul} \,A}
和
{\displaystyle (\mathrm {Col} \,A)^{\bot }=\mathrm {Nul} \,A^{T}}

## 巴拿赫空间
在一般的巴拿赫空间中有自然的类似物。在这种情况下类似的定义 W 的正交补为 V 的对偶的子空间
{\displaystyle W^{\bot }=\left\{\,x\in V^{*}:\forall y\in W,x(y)=0\,\right\}.\,}
它总是 {\displaystyle V^{*}} 的闭合子空间。它也有类似的双重补性质。{\displaystyle W^{\bot \,\bot }} 现在是 {\displaystyle {V^{*}}^{*}} 的子空间(它同一于 {\displaystyle V})。但是自反空间有在 {\displaystyle V} 和 {\displaystyle {{V^{*}}^{*}}} 之间的自然同构 {\displaystyle i}。在这种情况下我们有
{\displaystyle i{\overline {W}}=W^{\bot \,\bot }.}
这是哈恩-巴拿赫定理的直接推论。